# Braunau (gemeente)
Braunau is een gemeente en plaats in het Zwitserse kanton Thurgau, en maakt deel uit van het district Münchwilen.

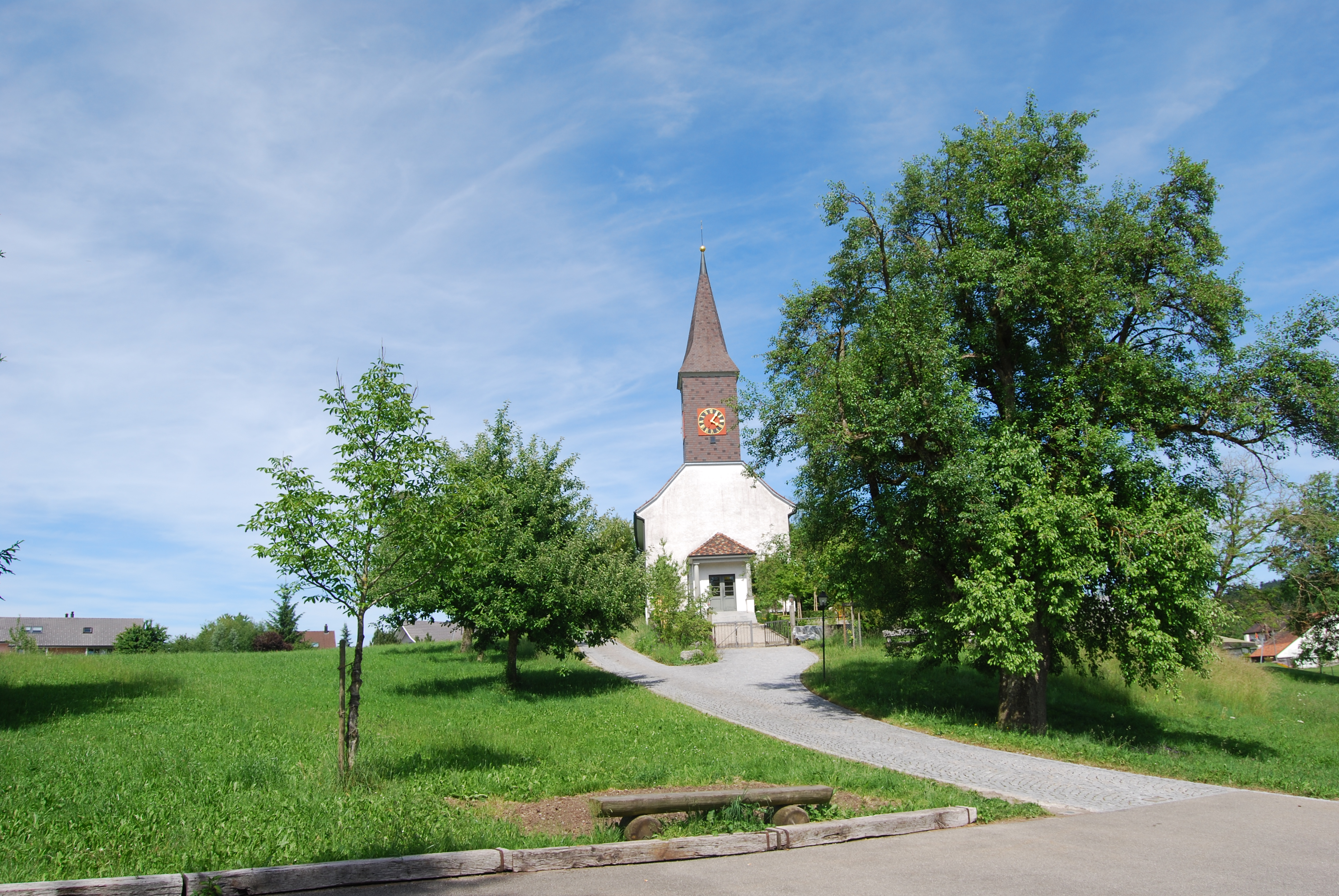
Braunau

Braunau telt 671 inwoners.